# Overflowing River Provincial Park
Overflowing River Provincial Park är en provinspark i  Manitoba i Kanada. Den ligger i västra delen av provinsen, vid Overflowing River nära dess mynning i Lake Winnipegosis.